# القصة الوحيدة (رواية)
القصة الوحيدة (بالإنجليزية: The Only Story)‏ هي رواية للكاتب الإنجليزي جوليان بارنز، نشرت عام 2018، عن دار نشر جوناثان كيب.